# Roger Pertwee
Roger Guy Pertwee (* 21. September 1942) ist ein emeritierter Professor an der University of Aberdeen und Autor. Er ist Co-Chairman der International Union of Basic and Clinical Pharmacology (IUPHAR),  Co-Ordinator der British Pharmacological Society’s Special Interest Group on Cannabinoids und Co-Founder der International Cannabinoid Research Society (ICRS). Er ist einer der führenden Forscher im Bereich der Cannabinoide.

## Leben
Pertwee studierte an der University of Oxford, wo er den Master in Biochemie, den DPhil in Pharmakologie (1970) und den Doctor of Science in Physiologie erlangte. Ab 1968 arbeitete er als wissenschaftlicher Assistent am dortigen Pharmakologie-Department unter William Paton. In der dieser Zeit begann er sich mit pharmakologischen Aspekten von Cannabinoiden zu beschäftigen. Seine Erkenntnisse führten unter anderem zur Entwicklung des als Bioassay genutzten „Ring Immobility Test“. 1974 wechselte er an die University of Aberdeen, wo er seine Forschungen fortsetzte. 1978 wurde er dort Senior Lecturer. Ab 1999 hatte er einen persönlichen Lehrstuhl (Personal Chair) für Neuropharmakologie inne. Er war unter anderem an der Entdeckung von Delta-9-Tetrahydrocannabivarin als Phytocannabinoid und dessen potentiellen medizinischen Anwendungsmöglichkeiten beteiligt.

## Auszeichnungen
- Wellcome Gold Medal der British Pharmacological Society[7][8]

## Publikationen (Auswahl)
- Cannabinoid Receptors. Academic Press, New York 1995, ISBN 0-12-551460-3.
- Cannabinoids. Springer Science & Business Media, Berlin 2005, ISBN 3-540-22565-X.
- Handbook of Cannabis. Oxford University Press, Oxford 2014, ISBN 978-0-19-966268-5.
- Endocannabinoids. Springer, Cham 2015, ISBN 978-3-319-20824-4.